# Philodendron copense
Philodendron copense är en kallaväxtart som beskrevs av Thomas Bernard Croat. Philodendron copense ingår i släktet Philodendron och familjen kallaväxter.
Artens utbredningsområde är Panamá. Inga underarter finns listade.